# Equinox
Equinox és el mitjà de comunicació en francès a Barcelona fundat el març de 2011 amb seu a la ciutat de Barcelona.
Nascuda ràdio, Equinox és també des del 2014 un portal d'informacions amb notícies locals, cultural i ocis.
Equinox no és només un medi comunitari francès sinó un espai obert a les cultures espanyoles i catalanes. No obstant això, Equinox posa la seva mirada en l'àmbit local implicant-se en l'actualitat catalana, retransmetent els seus esdeveniments i analitzant la seva realitat amb tots els matisos i especificitats.
A través de reportatges, entrevistes, anàlisis, Equinox segueix l'actualitat política, econòmica, cultural i social que sigui barcelonina, catalana o espanyola.
En l'àmbit polític, Equinox analitza en profunditat les eleccions municipals de Barcelona (les úniques en les quals els francesos de la ciutat tenen el dret de vot) Van ser entrevistats principals candidats des de l'alcalde Xavier Trias fins a la seva successora Ada Colau.
Equinox també ha donat una important cobertura a l'anàlisi del procés independista. A Equinox, Artur Mas i Carles Puigdemont, llavors presidents de Catalunya van parlar en francès diverses vegades sobre el tema.
Equinox s'interessa també a la cultura. Quan un autor, un escriptor francès ve a Barcelona dona entrevistes aEquinox, com ho van fer Michel Houellebecq, Amélie Nothomb, Guillaume Musso o Agnes Jaoui. La particularitat d'Equinox resideixi en el fet que numeres personalitats del món de la cultura de Barcelona donen entrevistes, contestant en francès com els directors de Fundació Joan Miró, Filmoteca de Catalunya, institut Ramon Rull.

## Esdeveniments
Cada any Equinox organitza un esdeveniment cultural que barreja la comunitat francesa amb la ciutadania espanyola. Equinox crear el Barcelona French Awards, una gala que premia les iniciatives franceses a Barcelona. La nit va reunir a 2012, 2013 i 2014 a més de 1000 assistents cada vegada. El 3 juliol de 2015, al club " Astoria ", Equinox va celebrar el seu quart aniversari. El 2016, per als 5 anys de la ràdio, un programa especial de 5 hores en públic ha tingut lloc a l'hotel Pullman de Barcelona, en presència del cònsol de França i Artur Mas, expresident del govern català. El 8è aniversari va tenir lloc a la Casa Fuster.

## Fundadors
El mitja de comunicacio va ser creat per Nicolás Salvadó que va ser locutor en la primera ràdio privada França (NRJ) la ràdio pública (Li Mouv, Ràdio France). De pare català,va decidir després establir-se a Barcelona, on posaria en marxa poc després el seu projecte de ràdio. També va ser creada per la periodista Aurélie Chamerois. Després d'haver estudiat a França, EUA i Madrid, va treballar en diverses emissores de ràdio franceses (Europe 2, Chérie FM) abans de publicar en diverses revistes. Establerta a Barcelona des de 2008, gestiona Equinox mentre segueix sent corresponsal de diversos mitjans francesos i francòfons (BFM TV, RMC Info, Courrier de Genève)